# Benešovice
Benešovice (německy Beneschau) jsou obec v okrese Tachov v Plzeňském kraji. Žije zde 255 obyvatel.

## Historie
První písemná zmínka o obci pochází z roku 1115.

## Obyvatelstvo
| Rok            | 1869 | 1880 | 1890 | 1900 | 1910 | 1921 | 1930 | 1950 | 1961 | 1970 | 1980 | 1991 | 2001 | 2011 | 2021 |
| -------------- | ---- | ---- | ---- | ---- | ---- | ---- | ---- | ---- | ---- | ---- | ---- | ---- | ---- | ---- | ---- |
| Počet obyvatel | 594  | 640  | 663  | 675  | 682  | 686  | 675  | 265  | 260  | 267  | 213  | 180  | 156  | 183  | 202  |
| Počet domů     | 102  | 117  | 116  | 122  | 118  | 114  | 121  | 85   | 60   | 57   | 50   | 46   | 50   | 47   | 70   |

## Obecní správa
Mezi lety 1850–1980 byly Benešovice obcí v okrese Stříbro (1869–1950) a později v okrese Tachov. Od 1. července 1980 do 31. prosince 1991 patřily jako část města k Stříbru a od 1. ledna 1992 jsou opět samostatnou obcí.

### Části obce
- Benešovice
- Lom u Stříbra

### Obecní symboly
Znak a vlajka byly obci uděleny rozhodnutím předsedy Poslanecké sněmovny Parlamentu České republiky dne 25. března 2005.

## Pamětihodnosti
- Kaple Panny Marie na návsi; kaple jako celek byla přesunuta z původní lokace jižním směrem při budování nové přeložky silnice. Došlo tak k odstranění dvou zatáček v úhlu 90°. Při tomto přesunu byl vyzkoušen technicky postup ktarý byl následně použit při přesuni kostela v Mostě.[zdroj?]